# Robert Renwick
Robert Renwick (Reino Unido, 21 de julio de 1988) es un nadador británico especializado en pruebas de estilo libre media distancia, donde consiguió ser campeón mundial en 2015 en los 4x200 metros.

## Carrera deportiva
En el Campeonato Mundial de Natación de 2015 celebrado en Budapest ganó la medalla de oro en los relevos de 4x200 metros estilo libre, con un tiempo individual de 1:45.98 segundos y un tiempo de equipo de 7:04.33 segundos, por delante de Estados Unidos (plata con 7:04.75 segundos) y Australia (bronce con 7:05.34 segundos).